# Ázarméducht
Ázarméducht (?? – 631) byla perská královna z rodu Sásánovců panující roku 631, pravděpodobně šest měsíců. Byla dcerou krále Husrava II. a na trůně vystřídala svou sestru Bórán, zavražděnou uškrcením.